# Баштинська волость
Баштинська волость — історична адміністративно-територіальна одиниця Олександрійського повіту Херсонської губернії.
Станом на 1886 рік складалася з 20 поселень, 20 сільських громад. Населення — 3491 особа (1729 чоловічої статі та 1662 — жіночої), 610 дворових господарств.
|                     | Площа, десятин | У тому числі орної, дес. |
| ------------------- | -------------- | ------------------------ |
| Сільських громад    | 5719           | 1393                     |
| Приватної власності | 27305          | 5414                     |
| Казенної власності  | —              | —                        |
| Іншої власності     | 33             | 14                       |
| Загалом             | 33057          | 6821                     |

Найбільші поселення волості:
- Баштине — село при балці Баштиній за 55 верст від повітового міста, 551 особа, 111 дворів. За версту — лавка, недіючий винокурений завод. За 3 версти — цегельний завод. За 12 верст — графітна копальня.
- Василівка — село при річці Інгулець, 78 осіб, 14 дворів, лавка.
- Водяне (Миколаївка) — село при балці Водяній, 722 особи, 123 двори, православна церква.

Наприкінці 1880-х років волость ліквідовано, територія увійшла до складу Петрівської волості.